# 2007 год в телевидении
Список 2007 год в телевидении описывает события в мире телевидения, произошедшие в 2007 году.

## Январь
- 1 января
  - Телеканал «Вести» начал своё полноценное вещание по всей России.
  - Нижегородский телеканал «ННТВ» начал вещать совместно с «Вестями».
  - Смена логотипа и ребрендинга подмосковного телеканала «Подмосковные вечера» в «Подмосковье».
  - Телеканал «РЕН ТВ» отмечал свой юбилей — 10 лет в эфире.
- 5 января — Прекращение вещания липецкого «12 канала».
- 6 января — Телеканал «Вести» начал своё вещание в Липецке совместно с ГТРК «Липецк».
- 13 января — На «Первом канале» вышла в эфир познавательная телепередача «Хочу знать» с Михаилом Ширвиндтом.
- 15 января:
  - Смена логотипа белорусского телеканала «ЛАД».
  - Смена графического оформления российского «Первого канала».
  - Повторная смена графического оформления «РЕН ТВ».
- 31 января — Последний день вещания саратовского телеканала «Вторая Садовая» с сетевым партнёром телеканала «Rambler Телесеть».

## Февраль
- 1 февраля —  Телеканал «Вести» начал своё вещание в Орле совместно с ГТРК «Орёл», заменив телеканал «ТВ Центр»[1], в Саратове совместно с ГТРК «Саратов», заменив телеканал «Rambler Телесеть».
- 10 февраля — Телеканал «РЕН ТВ» в очередной раз сменил оформление.
- 12 февраля — Начало вещания словацкого регионального телеканала «Городское телевидение Ружомберока».
- 25 февраля — на «ТНТ» вышел первый выпуск шоу «Битва экстрасенсов» где участники изображают обладание сверхспособностями.

## Март
- 1 марта
  - Смена логотипа и графического оформления, названия телеканала «DTV-Viasat» в «ДТВ»: латинские буквы «DTV» были заменены на кириллицу, а надпись «Viasat» была удалена по причине прекращения сотрудничества с этой сетью.
  - Повторная смена графического оформления «СТС».
  - «Третий канал» запустил спутниковую версию, который провещал до 1 ноября 2012 года, до декабря он вещал в тестовом режиме.
- 12 марта — 
  - Смена графического оформления на телеканале «НТВ».
  - Прекращение вещания телеканала «ТВ Центр-Екатеринбург».
- 13 марта — Смена логотипа и графического оформления «МУЗ-ТВ»: теперь буквы под определённым углом, желе стало красно-розовым, и из него убрано слово «ТВ».
- 19 марта
  - Начало тестового вещания «2х2» в виде развлекательного телеканала. Во время демоверсии в эфире показывались фрагменты передач с времени будущего показа и заставку «Выключи мозг, включи 2х2». Телеканал перешёл на круглосуточное вещание.
  - Начало вещания румынского регионального телеканала «Televiziunea Română București».
  - Португальский телеканал «2:» опять меняет своё современное название на «RTP2».
- 21 марта — Начало вещания российского познавательного телеканала «HD Life» (от Red Media).
- 23 марта — Начало вещания сирийского частного телеканала «Addounia TV».
- 26 марта — На «СТС» вышел первый выпуск программы «Галилео» с ведущим Александром Пушным.
- 28 марта — Последний день вещания новосибирского телеканала «NTSC» перед заменой телеканалом «ТНТ-Новосибирск».

## Апрель
- 1 апреля —
  - Ребрендинг телеканала «2х2» на 60 ТВК в Москве и на 22 ТВК в Санкт-Петербурге.
  - Начало вещания телеканала о компьютерных играх «Gameland TV».
  - Смена логотипа нижегородского телеканала «Сети НН». Логотип теперь имеет под сетевой партнёр «РЕН ТВ» в виде надписи.
- 2 апреля —
  - Харьковский телеканал «S-ТЕТ» сменил сетевого партнёра с «ТЕТ» на «Тонис»[2].
  - Телеканал «РЕН ТВ» перешёл на круглосуточное вещание.
- 27 апреля —
  - Начало вещания компанией «Первый ТВЧ» трёх новых телеканалов: «Ракета ТВ», «Весёлое ТВ» и «Телепутешествия».
  - Начало вещания первых два каналов «НТВ-Плюс» в HD-качестве. Включает «HD Кино» и «HD Спорт» (производство от НТВ-Плюс).

## Май
- 2 мая — Телеканал «СТС-Кузбасс» сменил частоту, заменив на прежнем месте «Вести».
- 3 мая — Начало вещания польского познавательного телеканала «TVP Historia».
- 4 мая — Начало вещания российского информационного телеканала, вещающего на арабском языке «Русия аль-Яум».
- 29 мая — Начало вещания украинского музыкально-развлекательного телеканала «Star TV».

## Июнь
- 1 июня —
  - Начало вещания первоуральского регионального телеканала «ПТВ».
  - Смена логотипа и графического оформления детского телеканала «Теленяня», теперь вместо плашки стали появляться буквы разных цветов.
  - Начало вещания итальянского детского телеканала «Rai Gulp».
- 4 июня — Смена логотипа и графического оформления на телеканале «НТВ».
- 9 июня — Телеканал «ТВ Центр» отмечал свой юбилей — 10 лет в эфире.
- 10 июня — Телеканал «Rambler Телесеть» окончательно прекратил своё вещание. Был заменён телеканалом «2x2».
- 13 июня — Начало вещания комсомольского телеканала «ТНТ-Комсомольск».
- 18 июня — Начало вещания научно-развлекательного телеканала «24 Техно».
- 25 июня
  - Утренний канал «Доброе утро, Россия!» на телеканале «Россия» стал выходить в эфир в сильно сокращённом варианте — с 5:00 до 7:50, заканчиваясь намного раньше подобных утренних передач «Первого канала» и НТВ (7:50 против 9:00).
  - Официальный переход всех телеканалов Северной и Западной Европы на формат вещания 16:9.
- 27 июня — Начало тестового вещания украинского музыкального телеканала «М2».

## Июль
- 1 июля — Прекращение вещания двух нижегородских телеканалов «BIS-TV» и «41 КНН».
- 2 июля — Начало вещания иранского международного новостного телеканала «Press TV».
- 11 июля — Прекращение аналогового вещания российского «Первого канала» в Азербайджане[3].
- 23 июля — Начало вещания на территории России телеканала «Zee TV» под названием «Зи ТВ».
- 24 июля — Председатель совета директоров телекомпании «ВИD» Лариса Синельщикова регистрировала новую компанию «Красный квадрат», в которую вслед за ней в скором времени перейдут большинство сотрудников ВИD'а. Также к новой телекомпании перейдет производство большинства проектов ВИD'а. В дальнейшем «Красный квадрат», в которую вслед за ней в скором времени перешли большинство сотрудников и проектов телекомпании «ВИD».
- 30 июля: 
  - Начало вещания российского спортивного телеканала «Футбол».
  - На «Первом канале» состоялась премьера ток-шоу «Модный приговор».

## Август
- 1 августа —
  - Смены логотипов и названий двух краснодарских телеканалов «Екатеринодар» и «СТС-Кубань» в «СТС-Екатеринодар» и «НТК».
  - Смена оформление марок отбивок рекламных роликов «НТВ» (отображался логотип в зелёном квадрате за целых 7 лет и 2589 дней до 31 августа 2014 года).
- 5 августа — Последний день слогана «РЕН ТВ» Самый сок телеэфира.
- 6 августа
  - Телеканал «РЕН ТВ» сменил концепцию — изменился логотип, оформление, слоган. Появился новый голос канала — Руслан Игнатов.
  - Премьера программы «Прыг-Скок Команда» на телеканале «Теленяня».
  - Начало вещания болгарского детского телеканала «Super7».
- 15 августа — Начало вещания ульяновского регионального телеканала «Репортёр», сетевым партнёром которого стал «ТВ Центр».
- 24 августа —
  - Начало вещания украинского музыкального телеканала «MTV Украина». До этого на его частоте вещал «MTV Europe» в тестовом режиме.
  - Смена логотипа украинских телеканалов «Интер» и «Интер+».
- 25 августа — Начало вещания детского телеканала «KidsCo».
- 26 августа — На «Первом канале» начался седьмой сезон вечернего вокально-музыкального реалити-шоу «Фабрика звёзд».

## Сентябрь
- 1 сентября
  - Начало полноценного вещания украинского музыкально-развлекательного телеканала «М2»
  - Мировое изменение телеканала «СТС» — сменилось оформление и часть концепции. Логотип остался прежним, только изменился вид.
  - Смена логотипа и графического оформления на телеканале «Муз-ТВ», теперь его буквы стал округленными, чем предыдущие, и сам логотип трансформировался.
  - Смена графического оформления российского «Первого канала».
  - Начало вещания юношеского телеканала «Бибигон».
  - Начало вещания московского регионального телеканала «ВКТ».
  - Начало вещания украинского бизнес-канала «UBC».
- 3 сентября
  - На «Бибигон» выходят новые четыре программы —  «Говорим без ошибок», «Зарядка с чемпионом», «Мастер спорта», «Ступени».
  - Премьера двух телесериалов «Папины дочки» и «След» на «СТС» и «Первом канале».
  - Начало вещания норвежского телеканала «NRK3».
  - Телеканал PBS Kids вышел в эфире телесериал-антология «Super Why!».
  - Смена логотипа и графического оформления татарского телеканала «Татарстан — Новый Век».
  - Смена логотипа Фух ТВ (телеканал)
- 10 сентября — Начало вещания хорватского регионального телеканала «Осиецкое телевидение».
- 15 сентября
  - Начало вещания испанского новостного телеканала «Canal 24 Horas».
  - Начало вещания научно-познавательного телеканала «Da Vinci Learning».
  - Смена логотипа и графического оформления «10 канала».
- 17 сентября — Начало вещания познавательного телеканала для родителей «Мать и дитя».
- 25 сентября — Начало вещания межгосударственного телеканала «ТРО Союза».
- 27 сентября — Начало вещания познавательно-развлекательного телеканала «Gameplay».

## Октябрь
- 1 октября —
  - Смена логотипа и графического оформления телеканала «Звезда».
  - Начало вещания петербургского общественно-политического информационного телеканала «Ваше общественное телевидение!»;
  - Переименование,смена логотипа и оформления санкт-петербургского телеканала "100ТВ"
- 3 октября — Смена логотипа и графического оформления телеканала «Вести».
- 5 октября — Начало вещания азербайджанского телеканала «Xəzər TV».
- 6 октября — Начало вещания польского информационного телеканала «TVP Info».
- 8 октября — Смена часов НТВ, которые остались теми же, музыка та же, но изменился шрифт цифр в нижней полоске и на самих часах.
- 12 октября — Начало вещания компанией «Первый ТВЧ» двух новых телеканалов «Кинопоказ» и «Zoo ТВ».
- 15 октября — Начало вещания российского развлекательного телеканала «Сарафан».
- 31 октября — Прекращение вещания костромского телеканала «К-10».

## Ноябрь
- 1 ноября — 
  - Телеканал «Вести» начал своё вещание в Костроме совместно с ГТРК «Кострома».
  - Телеканал «Культура» отмечал свой юбилей — 10 лет в эфире.
- 2 ноября ― Смена логотипа телеканалов семейства «НТВ-Плюс».
- 13 ноября — Начало вещания российского телеканала «Кто есть кто».
- 21 ноября — Начало вещания российского телеканала «Телекафе».
- 28 ноября ― Телеканал «InterAz TV» начал вещание на федеральном уровне в Азербайджане.

## Декабрь
- 1 декабря — Начало вещания норвежского детского телеканала «NRK Super».
- 2 декабря — Вышел первый обновленный выпуск программы «Слабое звено» на Пятом канале с новым ведущим Николаем Фоменко.
- 10 декабря — Начало вещания польского международного телеканала «БелСат».
- 17 декабря — Смена логотипа телеканалов «Кинопоказ», «Весёлое ТВ», «Zoo ТВ», «Ракета ТВ» и «Телепутешествия».
- 21 декабря — Начало вещания фильмового телеканала «AXN Sci-Fi» на территории России.
- 25 декабря — Начало вещания российского познавательного телеканала «Ocean-TV».
- 27 декабря — Прекращение вещания иркутского телеканала «Город», также прекращение деятельности одноимённой телекомпании. Был заменён телеканалом «7ТВ».
- 31 декабря — Прекращение вещания блока международного телеканала «Euronews» на частоте телеканала «Россия»

## Без точных дат
- Начало вещания спортивного телеканала «Viasat Golf» заменившего собой телеканал «Viasat Sport 24».
- Смена логотипа красноярского «29 канала», круг стал белым.
- Смена логотипа ростовского телеканала «ЭкспоВИМ», цифры стали белыми.
- Харьковский телеканал «Фаворит» прекратил ретрансляцию телеканалац «Тонис» и перешёл на самостоятельное вещание.

## Скончались
- 20 мая — Валентина Леонтьева — диктор ЦТ СССР и ТВ-ведущая (Спокойной ночи, малыши, В гостях у сказки, Будильник, От всей души).